# Değirmenköy, Akşehir
Değirmenköy là một xã thuộc huyện Akşehir, tỉnh Konya, Thổ Nhĩ Kỳ. Dân số thời điểm năm 2011 là 763 người.